# Тевено, Приска
Приска Баласообраманен (фр. Prisca Balasoobramanen), по мужу Приска́ Тевено́ (фр. Prisca Thevenot; род. 1 марта 1985[…], Страсбург, Нижний Рейн, Гранд-Эст, Франция) — французский политик, министр-делегат при премьер-министре по вопросам демократического обновления, официальный представитель правительства (2024).

## Биография
Родилась 1 марта 1985 года в Страсбурге, дочь иммигрантов c Маврикия, провела детство в марокканском квартале города Стэн департамента Сен-Сен-Дени. В 2009 году окончила Лионскую бизнес-школу.
Начала профессиональную карьеру консультантом по промышленному маркетингу в компании Veolia Water, затем работала в BearingPoint, основала собственную компанию Beauty@home, вошла в число соучредителей Civil Impact.
В 2016 году вступила в партию Эмманюэля Макрона «Вперёд, Республика!». В 2017 году баллотировалась на выборах в Национальное собрание от 4-го округа Сен-Сен-Дени, но по итогам голосования уступила Мари-Жорж Бюффе. В ноябре 2020 года стала вместе с Мод Брежон официальным представителем партии ВР!, в июне 2021 года избрана в региональный совет Иль-де-Франс от департамента Сен-Сен-Дени. В 2022 году в качестве кандидата макронистской коалиции «Вместе» избрана в парламент от 8-го округа департамента О-де-Сен и вошла в Комиссию по социальным вопросам Национального собрания.
20 июля 2023 года в ходе серии кадровых перестановок в правительстве Борн назначена государственным секретарём по делам молодёжи и всеобщей национальной службы при новом министре просвещения Габриэле Аттале.
11 января 2024 года назначена министром-делегатом при премьер-министре по вопросам демократического обновления, официальным представителем правительства Атталя.
7 июля 2024 года завершился второй тур голосования на досрочных парламентских выборах, по итогам которого Тевено вновь одержала победу в своём 8-м избирательном округе департамента О-де-Сен, набрав 62,44 % голосов.
21 сентября 2024 года было сформировано правительство Барнье, в котором Тевено не получила никакого назначения.

## Личная жизнь
Приска Баласообраманен вышла замуж за сотрудника банка Crédit Suisse и взяла его фамилию, в их семье есть двое сыновей.